# Klaus Welle

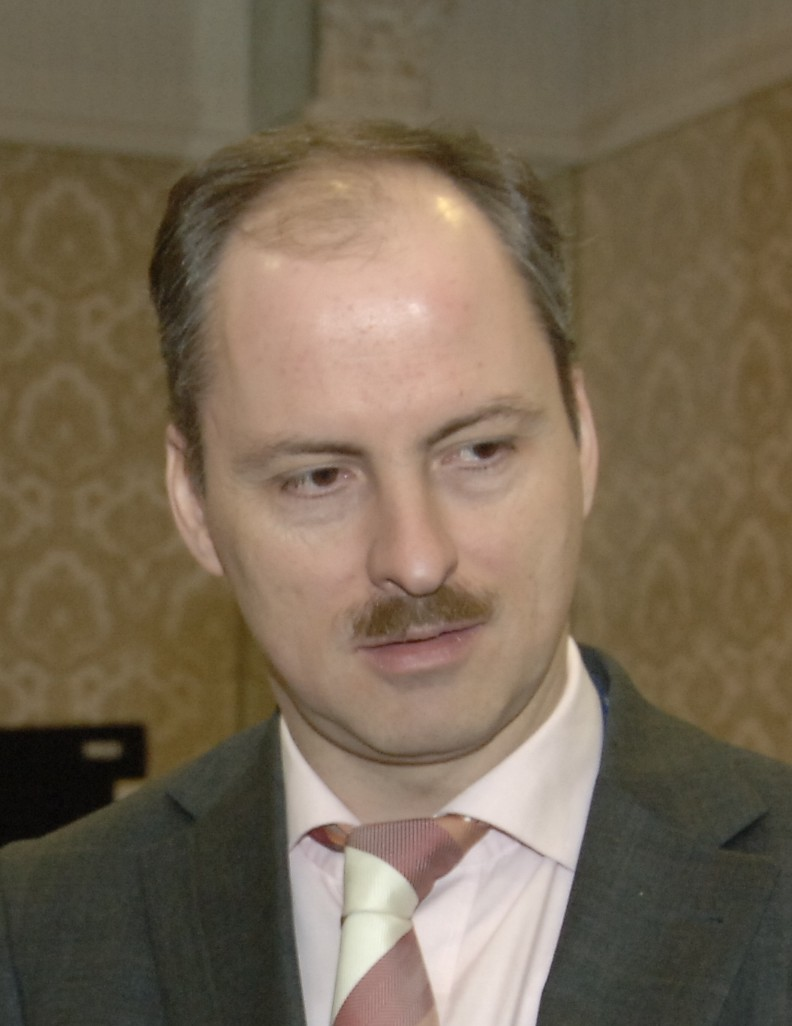
Welle in 2008

Klaus Welle (Beelen, 3 juli 1964) is een voormalige Secretaris-generaal van het Europees Parlement, een functie die hij vervulde van 2009 tot 2022. Daarvoor vervulde hij andere  hoge ambtenaarsposten in het Europees Parlement. 
Van opleiding is hij economist, gevormd aan de Universiteit van Witten en Herdecke. Nadien was Klaus Welle in dienst bij de Westdeutsche Landesbank. 
Vervolgens was hij van 1991 tot 1994 aan de slag op het hoofdkantoor van de CDU, verantwoordelijk voor het Europees en buitenlands beleid.

## Europees
Vanaf 1994 ging de loopbaan van Welle een Europese richting. 
- Van 1994 tot 1999 was hij secretaris-generaal van de Europese Volkspartij.
- Van 1999 tot 2003 secretaris-generaal van de Europese Volkspartij-fractie in het Europees Parlement.
- Van 2004 tot 2007 directeur-generaal van het intern beleid van het Europees Parlement, een van de 10 directoraten-generaal.
- Van 2007 tot 2009 kabinetschef van de voorzitter van het Europees Parlement Hans-Gert Pöttering.
- Sinds 2009 is hij secretaris-generaal van het Europees Parlement, de hoogste ambtenaar binnen het parlement. Onder hem functioneren de 10 directoraten-generaal.